# Frédéric-Charles de Prusse (1893-1917)
Tassilo Guillaume Humbert Léopold Frédéric Charles de Prusse ( Tassilo Wilhelm Humbert Leopold Friedrich Karl von Preussen), né le 6 avril 1893 au pavillon de chasse de Glienicke, mort le 6 avril 1917 à Saint-Étienne-du-Rouvray) est un membre de la Maison Royale de Prusse (dont le chef est Empereur Allemand à titre héréditaire depuis 1871) qui s'est distingué comme cavalier de saut d'obstacles avant la Première Guerre mondiale.

## Biographie
Arrière-arrière-petit-fils du roi Frédéric-Guillaume III de Prusse et de la célèbre reine Louise, le prince Frédéric-Charles est le fils de Frédéric-Léopold de Prusse et de son épouse Louise-Sophie de Schleswig-Holstein-Sonderbourg-Augustenbourg. Troisième des quatre enfants du couple princier, il est le frère cadet de la princesse Victoria-Marguerite de Prusse et du prince Frédéric-Sigismond de Prusse, ainsi que le frère aîné du prince Frédéric-Léopold de Prusse. Il porte le prénom de son grand-père le prince Frédéric-Charles de Prusse qui fut un héros des guerres que mena la Prusse de 1864 à 1871 contre le Danemark, l'Autriche puis la France et se distingua notamment lors de la Bataille de Saint-Privat. Cependant le jeune prince n'a pas connu ce grand-père héroïque décédé avant sa naissance en 1885. Lointain cousin du Kaiser Guillaume II d'Allemagne, il en est aussi le neveu, sa mère étant la sœur cadette de la Kaiserin Augusta-Victoria.
Comme tous les membres de la Maison de Hohenzollern, le prince Frédéric-Charles intègre très tôt l'armée prussienne en tant qu'officier de cavalerie puis dans l'aviation. 
Aux Jeux olympiques d'été de 1912, il remporte la médaille de bronze de saut d'obstacles avec l'équipe d'Allemagne.
Âgé de 19 ans en 1914, il participe à la Première Guerre mondiale. Il fait partie de l'aviation et fait des patrouilles souvent avec Oswald Boelcke. Pendant un vol sur le front ouest le 21 mars 1917, il est blessé au pied et contraint d'atterrir. Il se retrouve dans le no man’s land et, pendant qu'il cherche à rejoindre les lignes allemandes, reçoit un tir dans le dos venant de l'armée australienne. Les Australiens le font prisonnier. Il meurt de ses blessures le 6 avril 1917 à Saint-Étienne-du-Rouvray (Seine-Maritime, France), le jour de son 24e anniversaire. 
Enterré le 9 avril 1917 à Saint-Étienne-du-Rouvray, son corps est exhumé le 4 novembre 1927 pour être inhumé à Neu-Babelsberg.

## Ascendance
|  |                                                                       |  |  |  |  |  |  |  |  |  |  |  |  |
|  | 8. Charles de Prusse                                                  |  |  |  |  |  |  |  |  |  |  |  |  |
|  |                                                                       |  |  |  |  |  |  |  |  |  |  |  |  |
|  |                                                                       |  |  |  |  |  |  |  |  |  |  |  |  |
|  | 4. Frédéric-Charles de Prusse                                         |  |  |  |  |  |  |  |  |  |  |  |  |
|  |                                                                       |  |  |  |  |  |  |  |  |  |  |  |  |
|  |                                                                       |  |  |  |  |  |  |  |  |  |  |  |  |
|  | 9. Marie de Saxe-Weimar-Eisenach                                      |  |  |  |  |  |  |  |  |  |  |  |  |
|  |                                                                       |  |  |  |  |  |  |  |  |  |  |  |  |
|  |                                                                       |  |  |  |  |  |  |  |  |  |  |  |  |
|  | 2. Frédéric-Léopold de Prusse                                         |  |  |  |  |  |  |  |  |  |  |  |  |
|  |                                                                       |  |  |  |  |  |  |  |  |  |  |  |  |
|  |                                                                       |  |  |  |  |  |  |  |  |  |  |  |  |
|  | 10. Léopold IV d'Anhalt                                               |  |  |  |  |  |  |  |  |  |  |  |  |
|  |                                                                       |  |  |  |  |  |  |  |  |  |  |  |  |
|  |                                                                       |  |  |  |  |  |  |  |  |  |  |  |  |
|  | 5. Marie-Anne d'Anhalt-Dessau                                         |  |  |  |  |  |  |  |  |  |  |  |  |
|  |                                                                       |  |  |  |  |  |  |  |  |  |  |  |  |
|  |                                                                       |  |  |  |  |  |  |  |  |  |  |  |  |
|  | 11. Frédérique-Wilhelmine de Prusse                                   |  |  |  |  |  |  |  |  |  |  |  |  |
|  |                                                                       |  |  |  |  |  |  |  |  |  |  |  |  |
|  |                                                                       |  |  |  |  |  |  |  |  |  |  |  |  |
|  | 1. Frédéric-Charles de Prusse                                         |  |  |  |  |  |  |  |  |  |  |  |  |
|  |                                                                       |  |  |  |  |  |  |  |  |  |  |  |  |
|  |                                                                       |  |  |  |  |  |  |  |  |  |  |  |  |
|  | 12. Christian-Auguste de Schleswig-Holstein-Sonderbourg-Augustenbourg |  |  |  |  |  |  |  |  |  |  |  |  |
|  |                                                                       |  |  |  |  |  |  |  |  |  |  |  |  |
|  |                                                                       |  |  |  |  |  |  |  |  |  |  |  |  |
|  | 6. Frédéric-Auguste de Schleswig-Holstein-Sonderbourg-Augustenbourg   |  |  |  |  |  |  |  |  |  |  |  |  |
|  |                                                                       |  |  |  |  |  |  |  |  |  |  |  |  |
|  |                                                                       |  |  |  |  |  |  |  |  |  |  |  |  |
|  | 13. Louise Sophie Danneskiold-Samsøe                                  |  |  |  |  |  |  |  |  |  |  |  |  |
|  |                                                                       |  |  |  |  |  |  |  |  |  |  |  |  |
|  |                                                                       |  |  |  |  |  |  |  |  |  |  |  |  |
|  | 3. Louise-Sophie de Schleswig-Holstein-Sonderbourg-Augustenbourg      |  |  |  |  |  |  |  |  |  |  |  |  |
|  |                                                                       |  |  |  |  |  |  |  |  |  |  |  |  |
|  |                                                                       |  |  |  |  |  |  |  |  |  |  |  |  |
|  | 14. Ernest Ier de Hohenlohe-Langenbourg                               |  |  |  |  |  |  |  |  |  |  |  |  |
|  |                                                                       |  |  |  |  |  |  |  |  |  |  |  |  |
|  |                                                                       |  |  |  |  |  |  |  |  |  |  |  |  |
|  | 7. Adélaïde de Hohenlohe-Langenbourg                                  |  |  |  |  |  |  |  |  |  |  |  |  |
|  |                                                                       |  |  |  |  |  |  |  |  |  |  |  |  |
|  |                                                                       |  |  |  |  |  |  |  |  |  |  |  |  |
|  | 15. Théodora de Leiningen                                             |  |  |  |  |  |  |  |  |  |  |  |  |
|  |                                                                       |  |  |  |  |  |  |  |  |  |  |  |  |
|  |                                                                       |  |  |  |  |  |  |  |  |  |  |  |  |